# Joseph W. Folk

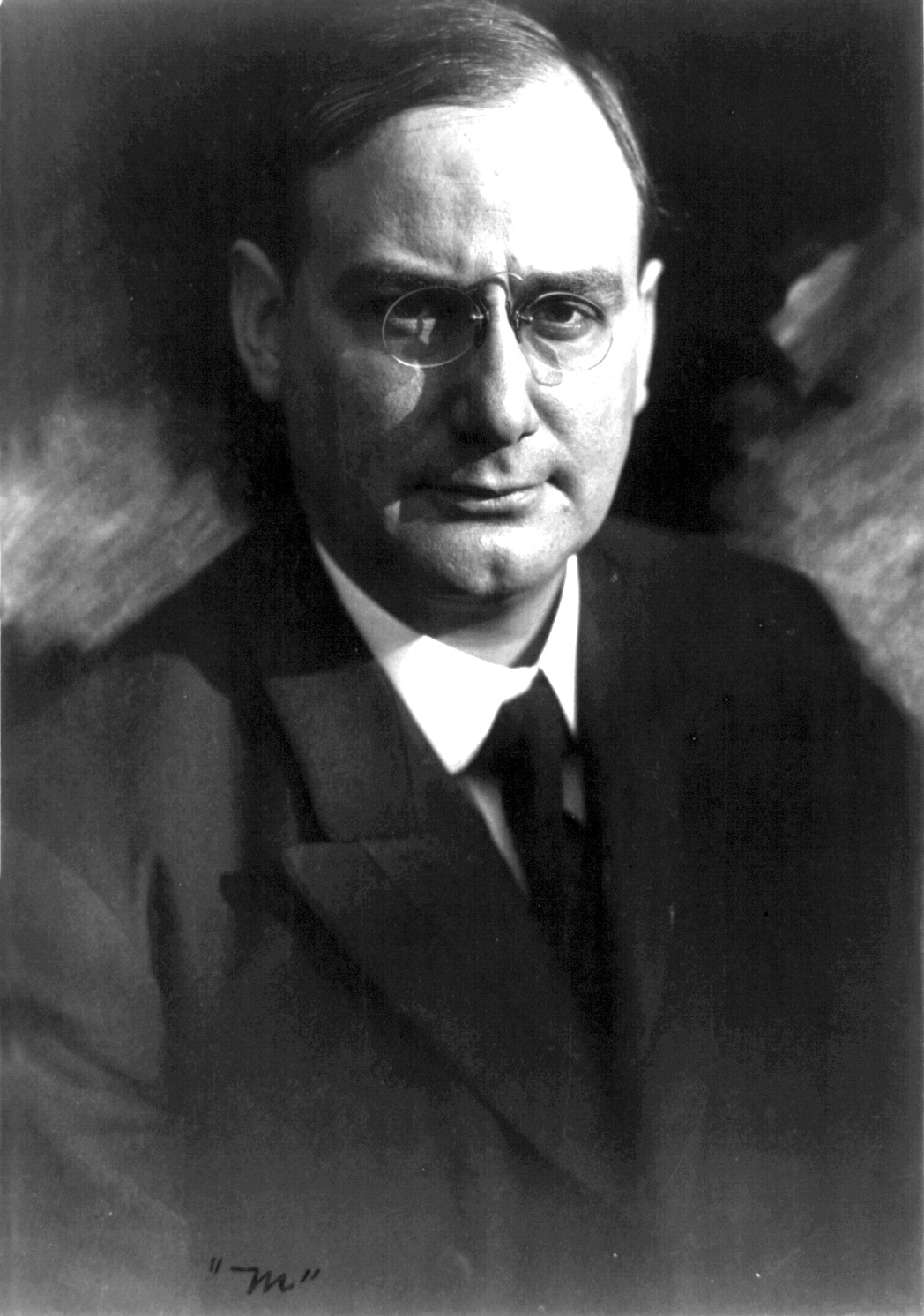
Joseph W. Folk (1904)

Joseph Wingate Folk (* 28. Oktober 1869 in Brownsville, Tennessee; † 28. Mai 1923 in New York City) war ein US-amerikanischer Politiker (Demokratische Partei) und von 1905 bis 1909 der 31. Gouverneur von Missouri.

## Frühe Jahre
Joseph Folk besuchte die Brownsville Academy. Danach studierte er an der Vanderbilt University Jura und machte dort 1890 sein juristisches Examen. Danach begann er eine juristische Laufbahn. Er war mit Gertrude Glass verheiratet.

## Politische Laufbahn
Folk wurde als Kandidat der Demokraten im Jahr 1904 zum neuen Gouverneur seines Staates gewählt und trat sein Amt am 9. Januar 1905 an. In seiner vierjährigen Amtszeit wurde das Verbot von Sonntagsarbeit eingeführt und Gesetze zur Verbesserung der Bedingungen bei der Kinderarbeit verabschiedet. Gleichzeitig wurden Sportwetten teilweise verboten. Auf dem Gebiet der Bildungspolitik wurde die allgemeine Schulpflicht gesetzlich vorgeschrieben. Außerdem wurde in dieser Zeit das Vorwahlprinzip in Missouri eingeführt. In den Jahren 1908 und 1918 bewarb Folk sich jeweils erfolglos um einen Sitz im Senat von Missouri.
Joseph Folk starb am 28. Mai 1923 an den Folgen eines im Vorjahr erlittenen Nervenzusammenbruchs.